# Anisodes responsaria
Anisodes responsaria är en fjärilsart som beskrevs av Walker 1861. Anisodes responsaria ingår i släktet Anisodes och familjen mätare. Inga underarter finns listade i Catalogue of Life.